# 1853 au Canada
Pour un article plus général, voir Chronologie du Canada.
Cet article traite des événements qui se sont produits durant l'année 1853 au Canada.

## Événements
- Le Nouveau-Brunswick se dote d’un ministère responsable devant l’Assemblée.

- 6 et 9 juin : émeutes à la suite des conférences de Gavazzi à Québec et Montréal[1].
- 10 novembre.  Canada :   ouverture d'une ligne de Hamilton jusqu'au pont suspendu des chutes du Niagara par la Compagnie du Great Western Railway.

## Exploration de l'Arctique

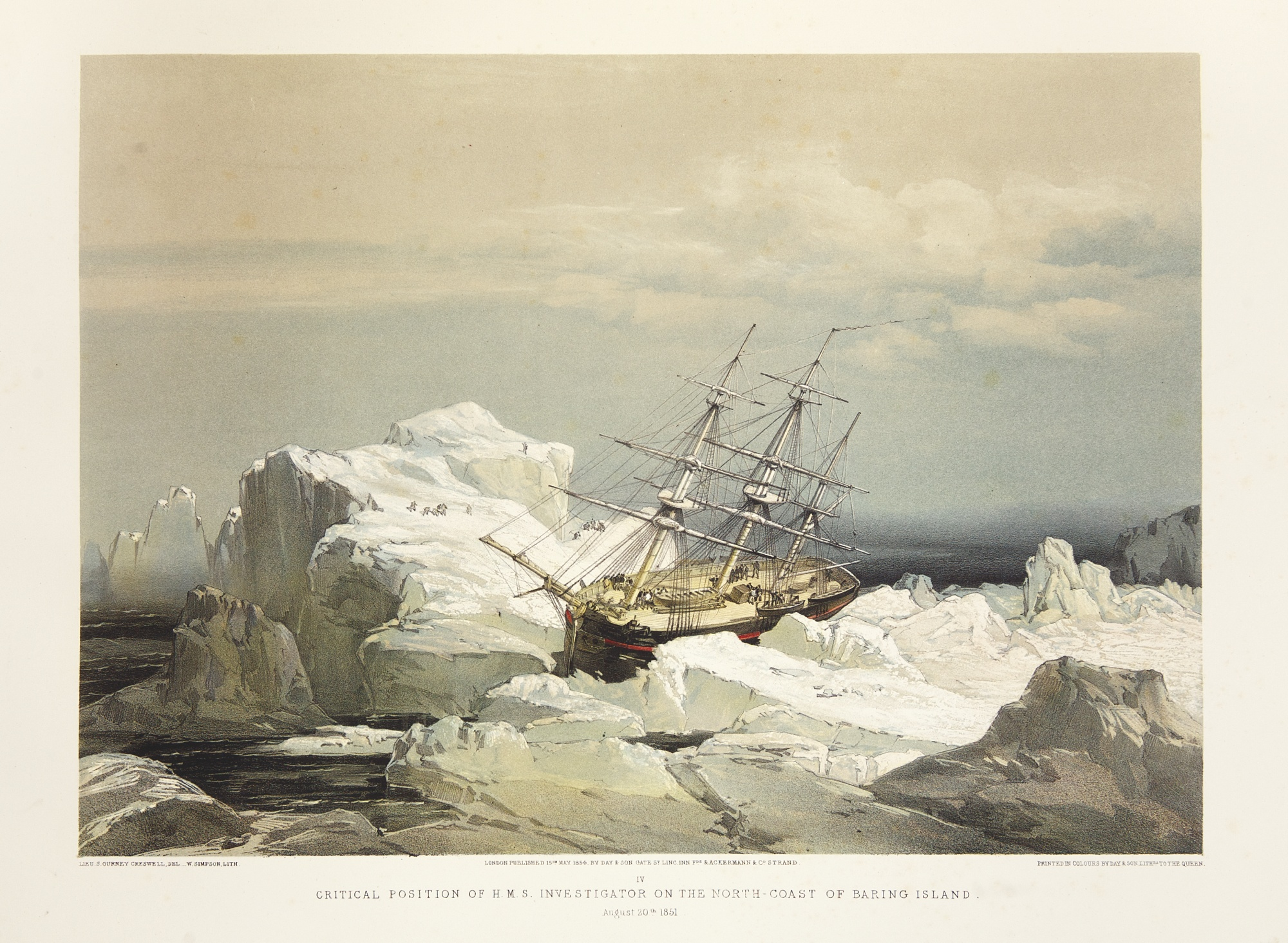
HMS Investigator (Île de Banks, 1851)

- Expédition américaine commandée par Elisha Kane atteint le Bassin Kane à l'Île Ellesmere. Il emprunte le Passage Kennedy séparant le Groenland avec l'île Ellesmere.

## Naissances
- 15 février : Rodmond Palen Roblin, premier ministre du Manitoba.
- 18 juillet : William McGuigan, maire de Vancouver.
- 10 août : Pierre-Évariste Leblanc, lieutenant-gouverneur du Québec. († 18 novembre 1918)
- 25 septembre : Henry Robert Emmerson, premier ministre du Nouveau-Brunswick.
- 13 novembre : Joseph Boutin Bourassa, homme politique fédéral provenant du Québec. († 12 juillet 1943)
- 19 décembre : Charles Fitzpatrick, juge à la Cour suprême du Canada et lieutenant-gouverneur du Québec.  († 17 juin 1942)

## Décès
- 17 mai : Jérôme Demers, prêtre et éducateur.
- 7 juin : Joseph Norbert Provencher, premier évêque de Saint-Boniface.
- 6 juillet : Étienne Chartier, prêtre.
- 18 août : Joseph-René Bellot, explorateur français de l'Arctique.